# Socialförsäkringar
Socialförsäkringar är en samlingsbeteckning på en rad olika sociala trygghetssystem i samhället vilka har någon form av försäkringsmässighet som utgångspunkt. Men det handlar också om obligatorisk solidaritet i olika sociala risksituationer. Med andra ord är socialförsäkringar trygghetssystem som helt eller delvis finansieras med inbetalda premier. Det kan dock även vara fråga om skattefinansierade förmåner.

## Historik
Den tyske rikskanslern Otto von Bismarck brukar räknas som socialförsäkringarnas upphovsman.

## Socialförsäkringarna uppdelat i kategorier
Socialförsäkringarna kan indelas i olika kategorier med avseende på omfattning (vilka som omfattas av socialförsäkringarna), ersättningsprincip (inkomstbortfall, grundtrygghet, standardtrygghet eller avgiftsrelaterade ersättningar), finansieringsprincip (skatter eller försäkringsavgifter) samt organisationsform (statlig administration eller fristående kassor).
Ett välkänt sätt att indela olika välfärdsstater, vilket också kan tillämpas på olika regimer av socialförsäkringssystem, är Gøsta Esping-Andersens teori om tre sorters välfärdsstater: Den liberala (anglosaxiska), den konservativa/korporativa samt den socialdemokratiska (skandinaviska). I den liberala modellen ligger tyngdpunkten på privata lösningar inom trygghetsområdet. Allmänna socialförsäkringar är mindre utbyggda och bidragssystemen är selektiva snarare än generella. I den konservativa modellen är tilltron till marknadslösningar mindre. Där hanteras socialförsäkringarna av korporationer för arbetsmarknadens parter. Den socialdemokratiska modellen är att socialförsäkringarna är allmänna, det vill säga att de riktas till hela befolkningen, och att det är staten som administrerar.

## Det amerikanska socialförsäkringssystemet
De stora socialförsäkringssystemen i USA är Social Security, Medicare, PBGC programmen (pensionsförsäkringar vilka dock ej är skattefinansierade), pensionssystemet för järnvägsarbetare samt de statligt finansierade arbetslöshetsförsäkringarna. Det största amerikanska socialförsäkringssystemet, och även det största i världen, är Social security. Dess administration ligger i Woodlawn, Maryland, strax väster om Baltimore. En stor politisk fråga i USA, som drivits av ett flertal presidenter, är frågan om privatisering av Social security.